# Kossi Efoui
Kossi Efoui (ur. 1962 w Anfoin) – togijski pisarz i dramaturg (tworzący w języku francuskim).
Studiował filozofię na uniwersytecie w swoim kraju. Brał udział w protestach studenckich i w obawie przed represjami władzy wyemigrował do Francji. Jako pisarz debiutował w 1989 sztuką teatralną Le Carrefour. Pierwszą powieść La Polka opublikował w 1998 roku. Jest również autorem opowiadań. Na język polski przetłumaczono jego jedną książkę, powieść Solo d'un revenant z 2009. Witajcie, powracające widma rozgrywają się w fikcyjnym afrykańskim państwie tuż po zakończeniu wojny domowej.